# Litoral de Camocim e Acaraú (tiểu vùng)
Litoral de Camocim e Acaraú là một tiểu vùng thuộc bang Ceará, Brasil. Tiều vùng này có diện tích 8667 km², dân số năm 2007 là 316534 người.